# Množina
Množina je gramatički oblik koji označava količinu predmeta, pojmova, bića ili pojava veću od jedan, dok se u slovenskom jeziku upotrebljava za riječi veće od dva. Danas je, uz jedninu, u većini indoeuropskih jezika jedini gramatički broj. U nekim jezicima se sufiks dodaje u rečenici kada se "pokazuje" da je neka/neke riječ/riječi u množini. Primjer je engleski jezik u kojem se riječima koje su u množini dodaje s (uglavnom), katkad i es, pa čak i ies, npr. dolar je riječ u jednini, a dolars je riječ u množini.
Svi europski jezici imaju množinu. U nekim jezicima, kao što su arapski ili hebrejski, postoje neobične tvrbe, a to su: nular (ništa ili nula objekata), trijal (tri objekta) i paukal (nekoliko objekata). Većina svjetskih govornika upotrebljava jednostavnu tvorbu množine.
Neki jezici nemaju množinu. U njih se podrazumijevaju japanski, korejski i kineski jezik, ali i ostali istočnoazijski jezici.
U hrvatskom jeziku, riječi koje označavaju množinu obično se označavaju slovom i ili e (u rečenici se javljaju slučajevi množine koja počinje s dužim a) na kraju riječi:
- tipkovnice
- mačke
- kalendari